# Clesone
Nella mitologia greca,  Clesone in greco antico: Κλήσων?, Klḗsōn era il nome di uno dei figli di Lelego. Fu un re di Megara.

## Il mito
Ebbe un figlio, Pila, suo successore, e due figlie, Cleso e Tauropoli. I megaresi (gli abitanti del regno del padre) sostengono che furono proprio le sue figlie a trovare il corpo di Ino che si era gettata in mare.

### Fonti
- Pausania libro I, 44, 3,39,6

### Moderna
- Luisa Biondetti, Dizionario di mitologia classica, Milano, Baldini&Castoldi, 1997, ISBN 978-88-8089-300-4.